# Серебряный-Оболенский, Семён Дмитриевич
Семён Дмитриевич Щепин-Оболенский по прозвищу Серебряный (?—1535) — князь, воевода, окольничий и боярин на службе у Великого князя Василия III, один из представителей княжеского рода Щепиных-Оболенских, отрасли князей Оболенских. Рюрикович в XIX поколении.
Сын основателя рода Щепиных Дмитрия Семёновича Оболенского-Щепы и основатель небольшой ветви князей Серебряных-Оболенских. Одновременно с ним московскому князю служили ещё шесть его братьев: Иван Золотой, Даниил, Никита, Борис Цигор, Фёдор Шафырь, Дмитрий.

## Биография
После взятия литовскими войсками Белой был послан с другими воеводами идти к Дорогобужу, но воеводы ответили, что у них мало войска и просили подкрепления (1508).
Во втором Смоленском походе стоял на Угре, как один из воевод передового полка и послан в Стародуб к князю Василию Семёновичу Стародубскому (1513).
Воевода, участвовал в 3-м походе на Смоленск (1514). В походе из Словажа на литовцев, идёт к Мстиславлю 1-м воеводой правой руки (1515). На берегу, 2-й воевода левой руки (1519).
Участвует в сборе русского войска в Коломне для похода на Крым и участвует в походе воеводой (май 1522). Пожалован в окольничии (1522).
Во время похода на Казань первый воевода правой руки судовой рати (1524). Из окольничих пожалован в бояре (1524).
На свадьбе Василия III с Еленой Глинской, находился у постели новобрачной (28 января 1526). Воевода Сторожевого полка на Коломне (1535). Умер († 1535).
Имел двух сыновей Василия и Петра.